# Camilo José Cela

Der spanische Nobelpreisträger Camilo José Cela beim Signieren von Büchern in der Spanischen Botschaft in Wien, 1989

Camilo José Cela (Camilo José Manuel Juan Ramón Francisco de Jerónimo Cela Trulock, * 11. Mai 1916 in Iria Flavia, Gemeinde Padrón, Provinz A Coruña; † 17. Januar 2002 in Madrid) war ein spanischer Schriftsteller und erhielt 1989 den Nobelpreis für Literatur. Sein Stil wurde als „dunkler Realismus“ oder auch Tremendismo bezeichnet.

## Leben
Camilo José Cela wurde als Sohn eines Spaniers und einer Engländerin geboren. Sein Großvater, John Trulock, war Chef der ersten Eisenbahn in Galicien gewesen. Im Jahr 1925 siedelte die gesamte Familie nach Madrid über. Während seiner Schulzeit erkrankte Camilo an Tuberkulose, so dass er sich in ein Sanatorium begeben musste (1931–1932), wo er viel Gelegenheit zu lesen hatte. 1934 begann er ein Medizinstudium an der Universidad Complutense de Madrid, das er jedoch bald aufgab. Stattdessen besuchte er Vorlesungen über Lyrik bei Pedro Salinas, dem er erste Gedichte zeigte und der ihn zum Schreiben ermunterte. Im Spanischen Bürgerkrieg kämpfte er auf der Seite der Frankisten und wurde an der Front verwundet. Im Jahr 1940 begann er ein Jurastudium (das er ebenfalls bald abbrach) und veröffentlichte erste Werke. Nach dem Krieg widmete er sich dem Journalismus und arbeitete in der spanischen Zensurbehörde „Cuerpo de Investigación y Vigilancia“, der er sich selbst im Jahr 1938 als Denunziant angeboten hatte.
Er veröffentlichte im Alter von 26 Jahren seinen ersten Roman La familia de Pascual Duarte (1942), der wegen der realitätsnahen Schilderung von fast unmotivierten oder aus dem Affekt heraus erfolgter brutaler Gewalttaten, die in den 1920er Jahren stattfanden, einen Skandal hervorrief und zeitweise von der Zensur verboten wurde. Der Täter zeigt in seinen späteren Aufzeichnungen vor seiner Hinrichtung (wegen eines anderen Verbrechens gegen Ende des Bürgerkriegs) keine Reue. Der Roman ist einerseits mit traditionellen Sprachklischees überladen (etwa in Formeln wie „Euer Ehren“) und andererseits Ausdruck einer allgemeinen Sprachlosigkeit und emotionalen Verrohung in den 1930er Jahren. Damit wurde Cela schlagartig bekannt und begründete die neorealistische Strömung des so genannten Tremendismo in Spanien.
Im Jahr 1944 heiratete er María del Rosario Conde Picavea. Zwei Jahre später bekam sie einen Sohn, der nach seinem Vater Camilo José getauft wurde. Von 1947 bis 1950 lebte und arbeitete er zeitweise im kleinen Ort Cebreros. Im Jahr 1954 siedelte er auf die Insel Mallorca über, die sein Hauptwohnsitz wurde. 1956 gründete Cela die Zeitschrift Papeles de Son Armadans.
Das bekannteste seiner über 70 Werke ist La Colmena (Der Bienenkorb), ein aus zahlreichen Erzählfragmenten bestehender Roman über das verarmte und entwurzelte, schicksalsergebene oder Illusionen hegende, um die Gesichtswahrung bemühte Kleinbürgertum Madrids in dem durch die Autarkiepolitik ausgelösten Hungerwinter 1943/44 nach dem Spanischen Bürgerkrieg. Krieg und Hunger fördern die Verrohung und den Verfall traditioneller Werte, aus der Not verabredete Treffen in improvisierten Stundenhotels, aber auch Mitgefühl und die Bereitschaft, mit anderen zu teilen. Jedoch verzichtet der Autor vollständig auf die psychologische Durchdringung der Figuren, deren Fassade auch in den klischeehaften Dialogen stets aufrechterhalten wird. Drehpunkt des Treibens der fast 300 Figuren des Romans ist eine Kneipe, die der geldgierigen Hitler-Sympathisantin Doña Rosa gehört. Der Roman verfolgt immer wieder den Weg des wohnungslosen Poeten Martin durch die Stadt, der sich zum Schluss aus unbekannten Gründen vor der Polizei verstecken muss. Die Zensur warf Cela Unmoral und Pornographie vor, weshalb die Erstausgabe des Romans 1951 in Buenos Aires erschien; erst 1955 konnte der Roman in einer veränderten Fassung in Barcelona herauskommen. 1982 wurde er unter der Regie von Mario Camus verfilmt (Drehbuch: J.L. Dibildos) und 1983 mit dem Goldenen Bären der Berliner Filmfestspiele ausgezeichnet.
1955 erschien sein Roman La catira, eine Sammlung von Geschichten aus Venezuela mit vielen Einsprengseln im venezolanischen Dialekt. Grundlage waren die Erfahrungen, die Cela auf seinen Reisen nach Venezuela zur Zeit des Diktators Marcos Pérez Jiménez machte.
Im Jahr 1971 spielte Cela neben weiteren in Spanien lebenden Künstlern und Prominenten wie Erwin Bechtold, Christopher Plummer, Robert Graves, Princesa de Borbón y Parma, Leslie Grimes, Leonard Slater und Charles Orloff in dem Film Impromptu Balear des Regisseurs Francisco Rovira Beleta und dem Produzenten und Drehbuchschreiber Enrique Josa mit.
Von König Juan Carlos wurde er bald nach dem Übergang zur Demokratie zum Kongressabgeordneten berufen; von 1977 bis 1979 wirkte er als Senator an der Redaktion der spanischen Verfassung mit.
Am 10. März 1991 heiratete er Marina Castaño. Im Jahr 1996 verlieh ihm der spanische König den Adelstitel Marqués de Iria Flavia.

## Auszeichnungen
- Seit 1957 war Cela Mitglied der Real Academia de la Lengua Española.
- 1987 wurde Cela mit dem Premio Príncipe de Asturias für Literatur ausgezeichnet.
- 1989 erhielt er den Nobelpreis für Literatur für seine „reiche und eindringliche Prosa, in der mit verhaltenem Mitgefühl eine herausfordernde Vision der Ausgesetztheit des Menschen gestaltet wird“.[3]
- 1994 erhielt er den Premio Planeta für La Cruz de San Andrés; es wurden später Plagiatsvorwürfe zu diesem Werk bekannt, die im Nachgang mehrere Gerichte beschäftigten und Gegenstand internationaler Presseberichterstattung waren.[4][5][6]
- 1995 wurde ihm der renommierte Premio Cervantes zugesprochen.

## Werk
Das Gesamtwerk von Camilo José Cela umfasst über 70 Bände, meist erzählende Literatur.
Er war auch als Reiseschriftsteller produktiv.

### Spanisch

#### Roman
- La familia de Pascual Duarte (Roman, 1942) (dt. Pascual Duartes Familie)
- Nuevas andanzas y desventuras de Lazarillo de Tormes (Roman, 1944)
- Pabellón de reposo (Roman, 1944)
- La colmena (Roman, 1951) (dt. Der Bienenkorb)
- Mrs Caldwell habla con su hijo (1953) (dt. Mrs. Caldwell spricht mit ihrem Sohn)
- La Catira (Roman, 1955)
- Historias de España
- Los ciegos
- Los tontos (1958)
- Tobogán de hambrientos (Roman, 1962)
- San Camilo 1936 (Roman, 1969)
- Oficio de tinieblas 5 (Roman, 1973)
- Rol de cornudos (Roman, 1976)
- Mazurca para dos muertos (Roman, 1984) (dt. Mazurka für zwei Tote) Premio Nacional de Literatura
- Izas, rabizas y colipoterras. Drama con acompañamiento de cachondeo y dolor de corazón (1984)
- Cristo versus Arizona (Roman, 1988)
- El asesinato del perdedor (Roman, 1994)
- La cruz de San Andrés (Roman, 1994) Premio Planeta
- Madera de Boj (Roman, 1999)

#### Novellen
- Timoteo el incomprendido (1952)
- Santa Balbina 37, gas en cada piso (1952)
- Café de artistas (1953)
- El molino de viento (1956)
- La familia del héroe (1965)
- El ciudadano Iscariote Reclús (1965)

#### Märchen, Fabeln u.a.
- Esas nubes que pasan (1945)
- El bonito crimen del carabinero (1947)
- El gallego y su cuadrilla (1949)
- Nuevo retablo de don Cristobita (1957)
- Los viejos amigos (1960)
- Gavilla de fábulas sin amor (1962)
- El solitario y los sueños de Quesada (1963)
- Toreo de salón (1963)
- Once cuentos de fútbol (1963)
- Izas, rabizas y colipoterras (1964)
- Nuevas escenas matritenses (7 series, 1965–1966)
- Rol de cornudos (1976)
- Las orejas del niño Raúl (1985)
- Vocación de repartidor (1985)
- La bandada de palomas (1987)
- Los Caprichos de Francisco de Goya y Lucientes (1989)
- El hombre y el mar (1990)
- Cachondeos, escarceos y otros meneos (1991)
- La sima de las penúltimas inocencias (1993)
- La dama pájara (1994)
- Historias familiares (1999)

#### Reiseliteratur, Erinnerungen und Autobiographie
- Viaje a la Alcarria (1948)
- Ávila (1952)
- Del Miño al Bidasoa (1952)
- Judíos, moros y cristianos (1956)
- Primer viaje andaluz (1959)
- La rosa (1959)
- Páginas de geografía errabunda (1965)
- Viaje al Pirineo de Lérida (1965)
- Madrid (1966)
- Barcelona (1970)
- Nuevo viaje a la Alcarria (1987)
- Galicia (1990)
- Memorias, entendimientos y voluntades (Autobiographie, 1993)

#### Drama
- María Sabina (1967)
- Homenaje a El Bosco I. El carro del heno o el inventor de la guillotina (1969)
- Homenaje a El Bosco II. La extracción de la piedra de la locura o la invención del garrote (1999)

#### Wörterbücher
- Diccionario secreto (in 2 Bänden): 1. Band: Madrid: Alianza Editorial, 1974 (= El Libro de Bolsillo 504, Sección Literatura) ISBN 84-206-1997-3 (Erstauflage 1968 bei Ediciones Alfaguara, Madrid), 2. Band: 1971.

Darin enthalten: 1. Series colĕo y afines, 2. Serie όρχις, 2. Serie testis, 4. Voces de origen prerromano o precolombino…, 5. Los nombres de las partes constitutivas del testículo, 6. Voces en algún modo relacionadas con el tema
Cela erklärt darin verschiedene Tabuwörter, die sich mit den Geschlechtsteilen befassen, und zieht zur Erläuterung auch literarische Texte heran.
- Enciclopedia del erotismo (1976)
- Diccionario geográfico popular de España (1998)

#### Lyrik
- Pisando la dudosa luz del día (geschrieben 1936, veröffentlicht 1945)
- El monasterio y las palabras (1945)
- Cancionero de la Alcarria (1948)
- Tres poemas galegos (1957)
- Reloj de arena, reloj de sol, reloj de sangre (1989)
- Poesía completa (1996)

### Deutsch
- Pascual Duartes Familie. Aus dem Spanischen von George Leisewitz. Toth, Hamburg 1949. Wieder: nach der Übersetzung von Leisewitz unter Mitarbeit des Autors und von Gerda Theile-Bruhns. Arche, Zürich 1960. Wieder: Überarb. Anette Grube. Nachwort Hans-Jörg Neuschäfer, Piper, München 1990, ISBN 3-492-11056-8
- Der Bienenkorb. Roman. Übers. Gerda Theile-Bruhns, 1951. Wieder: Piper, München 1998, ISBN 978-3-492-55028-4
- Mrs. Caldwell spricht mit ihrem Sohn. Übers. Gerda Theile-Bruhns. Arche, Zürich 1961. Wieder: Piper, München 1989, ISBN 3-492-10970-5
- Mazurka für zwei Tote. Übers. Carina von Enzenberg, Hartmut Zahn. Piper, München 1991, ISBN 3-492-03424-1
- Geschichten ohne Liebe. Übers. Rainer Specht. Propyläen, Frankfurt 1990, ISBN 3-549-06689-9
  - Geschichten ohne Liebe. Mit Farbillustrationen von Pablo Picasso. Harenberg, Dortmund (= Die bibliophilen Taschenbücher. Band 273).
- Neunter und letzter Wermut: 28 Geschichten aus dem spanischen Leben. Übers. Gisbert Haefs. Wagenbach, Berlin 1990, ISBN 3-8031-1117-X
- Die Alcarria. Erzählung, aus: Ein Vagabund im Dienste Spaniens. Übers. Hildegard Moral. Wieder in: Spanien erzählt. 24 Erzählungen. Hg. Christoph Strosetzki. Fischer TB 10706, Frankfurt 1991, ISBN 3596107067 S. 9–53.

## Filmografie
Drehbuch
- 1991: Don Quijote (El Quijote)

Literarische Vorlage
- 1975: Leben und Tod des Pascual Duarte (Pascal Duarte)
- 1982: Der Bienenkorb (La colmena)

## Sekundärliteratur
- Martin Franzbach: Geschichte der spanischen Literatur im Überblick. Reclam, Stuttgart 2002 (= Universal-Bibliothek, Nr. 8861) ISBN 3-15-008861-5.
- Hans Ulrich Gumbrecht: Eine Geschichte der spanischen Literatur. Suhrkamp, Frankfurt am Main 1998, ISBN 3-518-58062-0.
- Hans-Jörg Neuschäfer: Spanische Literaturgeschichte. 2. Auflage, Metzler, Stuttgart 2006, ISBN 3-476-01857-1.
- Christoph Strosetzki: Geschichte der spanischen Literatur. 2. Auflage, Niemeyer, Tübingen 1996, ISBN 3-484-50307-6.
- Gerhard Wild: Camilo José Cela in: KLfG – Kritisches Lexikon zur fremdsprachigen Gegenwartsliteratur, im Munzinger-Archiv (Artikelanfang frei abrufbar).
- Camilo José Cela y Trulock in: Internationales Biographisches Archiv 21/2002 vom 13. Mai 2002, im Munzinger-Archiv (Artikelanfang frei abrufbar).